# Гарум, Гизела
Гизела Гарум (нем. Gisela Harum; 1903 — 1995) — австрийская шахматистка, призёр чемпионата мира по шахматам среди женщин (1935), чемпионка Австрии по шахматам среди женщин (1937).

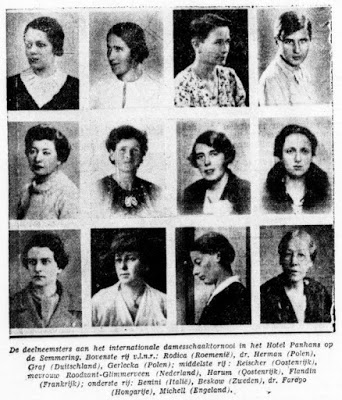
Участницы женского международного турнира в Земмеринге (1936 г.). Верхний ряд (слева направо): Р. Луция, Р. М. Германова, С. Граф, Р. Герлецкая. Средний ряд (слева направо): С. Райшер, К. Родзант, Г. Гарум, М. Фланден. Нижний ряд (слева направо): К. Бенини, К. Бесков, К. Фараго, Э. Мичелл.

## Биография
В 1937 году стала победительницей чемпионата Австрии по шахматам среди женщин. В 1936 году на международном турнире по шахматам среди женщин в Земмеринге поделила 3-4-е место с Катариной Родзант за победительницами турнира Соней Граф и Кларичей Бенини.
Три раза участвовала в турнирах за звание чемпионки мира по шахматам. Была седьмой в 1927 году в Лондоне, третьей в 1935 году в Варшаве и поделила 17-20-е место в 1937 году в Стокгольме (во всех чемпионатах победила Вера Менчик). Была приглашена и на чемпионат мира в 1933 году в Фолкстоне, но не приняла участие из-за финансовых проблем.
После Второй Мировой войны отошла от активной шахматной жизни.